# Amor Amor
Amor Amor é uma telenovela portuguesa produzida pela SP Televisão que foi exibida pela SIC de 4 de janeiro de 2021 a 5 de junho de 2022, substituindo Nazaré e sendo substituída por Lua de Mel. É a "28.ª novela" do canal.
Escrita por Ana Casaca a partir de uma ideia original da SIC, tem a colaboração de António Barreira, Catarina Bizarro, Gonçalo Pereira, Manuel Mora Marques, Marina Preguiça Ribeiro e Marta Pais Lopes como guionistas, a direção de Jorge Cardoso, a direção de atores de Inês Rosado e Lídia Roque, a direção de produção de Francisco Barbosa e a realização de Hugo Xavier, Jorge Cardoso, José Manuel Fernandes, Paulo Brito e João Carvalho.
Conta com as atuações de Ricardo Pereira, Joana Santos, Paulo Rocha, Maria João Bastos, Filipa Nascimento, Ivo Lucas, Joana Aguiar e Luísa Cruz no elenco principal. Gonçalo Almeida e Ricardo Raposo juntaram-se ao elenco principal no volume 2.

## Resumo
| Volume | Volume | Episódios | Episódios | Originalmente exibido | Originalmente exibido |
| Volume | Volume | Episódios | Episódios | Estreia da temporada  | Final da temporada    |
| ------ | ------ | --------- | --------- | --------------------- | --------------------- |
|        | 1      | 202       | 202       | 4 de janeiro de 2021  | 2 de outubro de 2021  |
|        | 2      | 174       | 174       | 4 de outubro de 2021  | 5 de junho de 2022    |

### Volume 1
Em terra de emigrantes é no verão que tudo ganha vida. A música popular é a cadência que invade as ruas e a banda sonora para muitas histórias de amor. Mas, tal como nas baladas, nem todas têm um final feliz… Esta é a história de Linda Sousa e Romeu Pereira, que são os melhores amigos desde a infância.
Estamos em 1999, e chega o dia do aniversário de Romeu. Linda decide oferecer-lhe uma canção escrita por si, tendo como inspiração o amor dos dois. Os dois envolvem-se e Linda fica grávida. Depois de se envolverem, Romeu e o seu pai Anselmo partem em digressão com a sua banda, acabando por se deixar envolver com uma das suas integrantes, a Vanessa. 
Quando Linda se apercebe que Romeu deixou de falar com ela, sem qualquer justificação, decide procurá-lo, acabando por o pai de Romeu, que se encontrava alcoolizado, tropeçar nos pés de Linda, depois de uma briga com os dois jovens junto ao rio, sendo dado como morto, enquanto Vanessa, que se encontra grávida de Anselmo, assiste a tudo.
Para salvar Romeu da ira do pai, Linda torna-se responsável pela suposta morte de Anselmo. Linda e Romeu fazem um pacto de silêncio e decidem fugir no dia seguinte. Vanessa, devidamente aconselhada pela sua irmã malvada Ângela, decide denunciar Linda à polícia, para ficar com Romeu.
Linda, que julga ter sido traída por Romeu, foge para o Luxemburgo, onde é acolhida pelos pais de Bruno Ribeiro, que sempre teve uma paixão por Linda, apesar de estarem longe um do outro, mesmo quando Bruno ia a Portugal.
Magoado com a partida de Linda e decidido a seguir com sua a vida para a frente, Romeu acaba por aceitar a proposta de Ângela lhe transformar num grande cantor, impondo a condição de ele casar com Vanessa e assumir o seu bebé, que Romeu julga ser seu, passando a adotar o apelido artístico Santiago.
Agora como Romeu Santiago, meses depois, dá um concerto no Luxemburgo e pede Vanessa em casamento em pleno espetáculo, decidando-lhe a música que foi escrita por Linda, afirmando que a escreveu para Vanessa. Em choque, Linda assiste a tudo e nesse mesmo momento, Linda, que até então tinha escondido a sua gravidez de todos, à exceção de Bruno, e Vanessa entram as duas em trabalho de parto nessa noite e dão à luz duas meninas no mesmo hospital.
Quando uma terrível tempestade ocorre na cidade de Luxemburgo, faz com que haja uma falha no sistema elétrico do hospital, e no meio da confusão, as enfermeiras trocam as identificações das meninas. Assim, sem saberem de nada, Linda e Vanessa criam a filha uma da outra sem saberem.
Vinte anos depois, Linda e Romeu voltam a cruzar-se. Romeu tornou-se no rei da música popular portuguesa e em conjunto com a sua cunhada Ângela, comanda os destinos da editora Lua-de-Mel, que tem lançado vários cantores no mercado português.
Parte desses cantores, fazem parte a dupla Sandy e Leandro. Sandy é o nome artístico de Sandra, que é a filha trocada de Linda e Romeu que Vanessa criou juntamente com Romeu. Como queria ser cantora e não conseguia ter uma grande voz, Romeu contratou Leandro para fazer dupla com ela. E é Leandro que encontra Mel, num dos jardins do Luxemburgo, um diamante musical em bruto. Quando ouve a sua voz, Romeu fica deslumbrado e convida-a para fazer uma audição na sua editora em Portugal.
Mas acontece que Mel é a filha trocada de Vanessa e Anselmo que Linda e Bruno criaram. Quando Mel conta a Linda que recebeu um convite para ir a uma audição da editora de Romeu, Linda proíbe a filha de ir à audição ela foge, acabando com a Linda a vir atrás da filha.
Já em Portugal, Linda e Romeu reencontram-se na inauguração da Feira dos Bigodes, um espaço que ele reabilitou, e quando o ouve a cantar a canção que lhe escreveu, desmascara-o em público. Linda e a família regressam a Portugal e abrem o Disco Disse, um bar de Karaoke que disputa clientes com a Hamburgueria de Romeu.
Rita Gomes e Gabriel Torres, trabalham na editora de Romeu, e são eles que lhe criam as suas canções de sucesso, sem terem o seu talento reconhecido. Na mesma editora, circula a diva Paloma, cuja carreira se encontra estagnada. Ela tem vindo a perder a voz devido ao esforço exigido por Ângela, a sua melhor amiga. Ângela é amante do seu marido Cajó, velho amigo de Romeu dos tempos da banda e do seu pai.
Quando se revela que Anselmo se encontra vivo, ele reaparece para infernizar a vida dos que fizeram sucesso às custas dele e Linda e Romeu, que têm uma relação que caminha entre o amor e o ódio, terão de unir-se contra um mal comum.
Tendo como ambiente a cidade de Penafiel, “dominada” pela influência do rei da música popular portuguesa, a trama atravessa vários núcleos como o núcleo dos bombeiros e das suas respectivas famílias, onde se juntam pessoas que amam e odeiam o estilo de música de Romeu Santiago.
Nesta ‘batalha musical’, onde tem grande destaque o espaço cheio de brilho, luz e cor que é a Feira dos Bigodes, Linda e Romeu vão perceber que podem ter estado separados por um engano, mas que o amor, normalmente, é como a música, canta mais alto.

### Volume 2
Romeu e Linda estão a viver uma boa fase profissional. Ela é uma artista consagrada e acabou de fazer uma digressão pela Europa e ele está prestes a lançar um novo álbum e aceitou fazer um documentário sobre a sua vida. Mas Ângela, que entretanto saiu da prisão em liberdade condicional, destabiliza mais uma vez a vida do artista juntamente com Cajó, colocando um anúncio para um casting para arranjar raparigas para fazer coro e dançar. Tânia Patrícia vai ser uma das escolhidas e apesar de não saber cantar, a vilã vai propor-lhe uma parceria: ela dá a imagem e Ângela canta por ela. A jovem concorda e quando é apresentada a Romeu, o artista fica encantado à primeira vista, mas acaba por ser chantageado por Ângela por ter tirado fotos de ambos fora de contexto que parecem que está a trair Linda. Com isto, Ângela consegue entrar na editora.
Romeu, no passado, teve uma relação com Bela, e quando ela engravidou, prometeu ao artista que ia fazer um aborto, mas não cumpriu com a sua palavra e deu à luz Ricky e criou-o sem Romeu desconfiar da verdade. No momento em que Ângela descobre que o artista tem um filho, ela decide manipular o jovem contra o pai e os dois montam um plano para destruir Romeu. Mas quando Romeu descobre que tem um filho, sente-se culpado e convida-o para ir viver consigo, e Ricky começa a envenenar o pai lentamente ao ponto dele quase perder a voz e de precisar de ser operado. Ao ouvir falar de um cirurgião de renome na América do Sul, o artista decide fazer a viagem mas o avião despenha-se, desaparece dos radares e todos os passageiros são dados como mortos.
Nesse avião iria Mónica Rio, uma agente musical residente no Brasil que cedeu o seu lugar no avião a Romeu. Ainda no Brasil, Mónica também conhece Linda e Sandra, a quem salva a vida. Como forma de retribuir esse gesto, Linda oferece-lhe emprego em Portugal. Mónica aceita e muda-se de armas e bagagens para o seu país de origem, decidindo guardar segredo sobre o acidente de avião que fez desaparecer Romeu. Apesar de se sentir culpada, ela apaixonou-se à primeira vista por Romeu quando lhe cedeu o lugar no avião. Quando ele regressa, sem memória da sua vida antes de Linda regressar a Portugal, ela decide tentar a sua chance, e começam a ter uma relação.
Sandra também sofre nas mãos de Ângela que planeia envolver a editora Lua-de-Mel num escândalo. A vilã arranja forma da editora agenciar duas bailarinas: Kikas e Lisa, que não são contratadas apenas para os espetáculos, mas também para fazerem “favores” especiais aos cantores. Quando Sandra se apercebe que está envolvida num negócio ilegal, já é tarde e acaba por ser chantageada, fazendo com que a sua a relação com Rogério fique comprometida.
Contudo, chega à história um grupo musical de muito sucesso: os Enclave, mas apesar da banda ser muito boa os elementos não se dão nada bem. Um deles é André Miranda que se dá mal com Pipo porque descobriu que a namorada o traiu com ele. A partir desse momento, André tornou-se um mulherengo mas tudo muda quando ele conhece Mel por quem se apaixona perdidamente.
Nesta nova ‘batalha musical’, muitos obstáculos e discussões se atravessarão entre a relação de Linda e Romeu, mas juntos irão novamente perceber que o amor de ambos, tal como a música, canta sempre mais alto.

## Elenco
| Ator/Atriz        | Personagem                                      | Volume    | Volume      |
| Ator/Atriz        | Personagem                                      | 1 (2021)  | 2 (2021-22) |
| ----------------- | ----------------------------------------------- | --------- | ----------- |
| Ricardo Pereira   | Romeu Pereira / Romeu Santiago (nome artístico) | Principal | Principal   |
| Joana Santos      | Linda Sousa                                     | Principal | Principal   |
| Paulo Rocha       | Bruno Ribeiro                                   | Principal |             |
| Maria João Bastos | Vanessa da Silva Pinto                          | Principal |             |
| Luísa Cruz        | Ângela Maria da Silva Pinto                     | Principal | Principal   |
| Filipa Nascimento | Melanie «Mel» Sousa Ribeiro                     | Principal | Principal   |
| Ivo Lucas         | Leandro Vieira                                  | Principal | Principal   |
| Joana Aguiar      | Sandra «Sandy» Carina Pinto Pereira             | Principal | Principal   |
| Gonçalo Almeida   | Ricardo «Ricky» Manuel Bernardes                |           | Principal   |
| Ricardo Raposo    | André Miranda                                   |           | Principal   |

## Produção

### Desenvolvimento

Penafiel é utilizada como cenário para a telenovela.

Pedro Lopes, foi anunciado como o autor da novela, mas meses mais tarde foi revelado que na verdade seria Ana Casaca, uma autora estreante, que iria escrever a novela, sendo a novela intitulada como «um projeto inovador».
A novela teve como título provisório “Bate Coração”, sendo o título mais tarde oficializado para “Amor Amor”.
O cantor Toy é o diretor musical da novela e quem é o responsável por dirigir as vozes dos atores envolvidos no projeto, sendo as músicas escritas por ele cantadas por algumas das personagens da novela, exceto a primeira música da novela, “Do Lado do Amor”, uma vez que a música já estava escrita antes da SIC convidar o Toy para escrever as canções da novela. Num todo, foram escritas 44 músicas para a novela.
Os trabalhos do volume 1 começaram a 12 de outubro de 2020, com gravações a decorrerem em Penafiel e nos estúdios SP Televisão, com as imagens aéreas de Luxemburgo e as cenas da história passadas no princípio do volume 1 a serem gravadas em Portugal por razões de segurança sanitária dos atores e produção da novela devido ao novo coronavírus (COVID-19), finalizando os seus trabalhos a 7 de abril de 2021 com 205 episódios de produção.
A pedido da SIC, foi encomendada uma nova temporada a Ana Casaca, sendo revelado meses depois durante a Nova Temporada SIC de 2021 que a nova temporada seria intitulada de 'volume 2'.
Os trabalhos do volume 2 arrancaram a 7 de junho de 2021, com as gravações a voltarem a decorrer em Penafiel e nos estúdios SP Televisão, tendo terminado a 11 de novembro do mesmo ano, com 180 episódios de produção.

### Escolha do elenco
Os atores Rogério Samora e José Fidalgo foram uns dos primeiros nomes anunciados para estar na novela, juntando-se a eles nomes como Rita Blanco, Mariana Pacheco, João Catarré, Renato Godinho, Pedro Carvalho, Joana Pais de Brito, Rui Unas, Guilherme Moura, Luciana Abreu, Fernando Rocha, Melânia Gomes, Mariana Venâncio, Manuel Cavaco, Bárbara Norton de Matos, Débora Monteiro, Inês Pires Tavares, Rosa do Canto, Almeno Gonçalves, Margarida Carpinteiro, João Bettencourt e Francisco Fernandes. Depois da estreia da novela, foi revelado que o elenco da novela iria ter o reforço dos atores Madalena Alberto e João Baptista.
Para o elenco principal da novela os primeiros nomes a surgirem foram os de Joana Santos e Maria João Bastos, juntando-se a elas Paulo Rocha, Ricardo Pereira, Luísa Cruz, Filipa Nascimento, Ivo Lucas e Joana Aguiar.
Artistas como Mónica Sintra e Ágata foram confirmadas para fazer uma participação especial na novela.
Com a confirmação de uma segunda temporada da novela, o primeiro nome garantido para a nova temporada foi o ator Ricardo Pereira, mantendo-se quase todo o elenco, à exceção de Rita Blanco, Almeno Gonçalves, Margarida Carpinteiro, Manuel Cavaco, José Fidalgo, Paulo Rocha, Maria João Bastos, Pedro Carvalho, Madalena Alberto e João Baptista.
Após as duas tentativas falhadas na temporada passada de ter a atriz Alexandra Lencastre no seu elenco, foi novamente anunciada para integrar a novela, tendo desta vez conseguido se manter na trama, juntando-se a ela atores como Gonçalo Almeida, Rui Mendes, Xana Abreu, Lídia Franco, Tiago Aldeia, Ricardo Raposo, Diogo Valsassina, Vera Moura, Sofia Arruda, Miguel Guilherme e Rodrigo Moreno.

### Contratempos no elenco e gravações da novela
Com a mudança de Alexandra Lencastre para a SIC foi revelado que iria estar no elenco principal da novela, porém mais tarde, a atriz decidiu com o diretor-geral e diretor de enternimento e ficção da SIC que iria deixar a novela para poder compatibilizar todos os projetos que estavam em mãos da atriz, a nível pessoal e profissional, tornando-se mais adequado que só entrasse mais à frente na trama da novela, sendo substituída por Luísa Cruz, cuja sua personagem inicial acaba por ser atribuída à atriz Rosa do Canto. Tal como prometido, a autora arranja a Alexandra Lencastre uma nova personagem e começa a gravar a 11 de fevereiro de 2021, no papel de Julieta Serrão, fazendo-a ter um ritmo frenético nas gravações e ainda usufruir de 15.000€ mensais enquanto estivesse a gravar, um valor superior ao de Ricardo Pereira, o protagonista da novela. Dias depois, Alexandra Lencastre testa positivo à Covid-19 e é posta a hipótese de a afastar da novela caso não recuperasse a tempo de retomar as gravações que já se encontravam na reta final, acabando mesmo por ser afastada pela segunda vez consecutiva, sendo substituída pela atriz Madalena Alberto. Após as duas tentativas, a atriz foi novamente anunciada para o elenco, mas desta vez para a nova temporada da novela, tendo chegado mesmo a entrar na novela. Porém, devido a compromissos profissionais com novos projetos teve que sair a meio da temporada, terminando gravações em agosto de 2021.
A atriz Maria João Bastos começou a ser um nome falado que poderia estar em negociações para estar no elenco principal na novela, tal como a atriz Inês Castel-Branco que também estava em negociações para o mesmo papel, porém, Inês Castel-Branco acabou por não aceitar participar no projeto devido à sua transferência para a TVI, e a atriz Maria João Bastos acabou por ficar com o papel, sofrendo algumas alterações na sua personagem para se enquadrar melhor à atriz. Devido ao atraso nas gravações, Maria João Bastos acabou por ter que abandonar a trama mais cedo para gravar um outro projeto, sendo arranjado um final antecipado para a sua personagem, terminando as gravações a 15 de março de 2021.
Anunciado como um dos protagonistas da novela, que assinalaria o regresso do ator Diogo Morgado à SIC, o ator optou mais tarde por querer continuar na TVI e foi substituído por outro ator.
O ator Júlio César havia sido confirmado na novela, mas devido a um problema de saúde do filho foi afastado do projeto, sendo substituído pelo também ator Almeno Gonçalves, havendo as devidas alterações na personagem para que se enquadre com o ator.
A cantora e atriz Simone de Oliveira também foi confirmada na novela como uma contratação surpresa durante a emissão do Casa Feliz, mas devido aos seus problemas de saude acabou por ser substituída pela atriz Margarida Carpinteiro.
A 5 de dezembro de 2020, o ator e cantor Ivo Lucas sofre um acidente de carro com a cantora e sua namorada Sara Carreira, que causou a morte da cantora e tendo Ivo Lucas ficado em estado grave no hospital, acabando por ser decidido pela SIC adaptar a história para permitir a ausência da personagem durante um espaço de tempo para a personagem regressar quando o ator se sentisse capaz de voltar a gravar, tendo o ator regressado às gravações a 14 de janeiro de 2021.
Devido ao atraso nas gravações da novela, a atriz Rita Blanco acabou por abandonar a trama mais cedo, saida essa que estava inicialmente planeada para uma fase posterior da trama, devido à atriz ter que gravar um filme, tendo sido arranjado um final antecipado para a sua personagem.
Dias antes da estreia da novela, foi revelado numa das fotos publicadas no site da SIC, que a atriz Mikaela Lupu iria estar na novela, no papel de Sandra, e que, por algum motivo desconhecido, foi substituída pela Joana Aguiar.
A atriz Joana Santos, para ter aceitado fazer parte do elenco principal da novela, exigiu à SP Televisão e à SIC poder levar a filha bebé para o estúdio para aceitar protagonizar o projeto devido à sua filha ainda estar na fase de amamentação, tendo a SIC aceite a sua exigência.
Após a participação do ator Bruno Cabrerizo na segunda temporada de A Máscara, foi revelado que o ator poderia estar numa das telenovelas da SIC, sendo mais tarde revelado que seria um dos reforços da segunda temporada da novela no papel de Nelson. 
Mais tarde, foi noticiado que o ator estaria a gravar uma outra telenovela no Brasil e que, por isso, não iria integrar o elenco desta novela, transitando para uma outra futura novela do canal, ocorrendo as devidas alterações na personagem Nelson e na trama para tornar a personagem em Mónica, a personagem de Sofia Arruda.
Com a paragem cardiorrespiratória de Rogério Samora a 20 de julho de 2021 durante as gravações da segunda temporada, o ator ficou internado no Hospital Amadora Sintra, e como não apresentou melhoras significativas no seu quadro clínico, ocorreram alterações na história e foi escrita uma nova personagem para o substituir que ficou a cargo de Miguel Guilherme.

## Exibição
Originalmente, a estreia do volume 1 de Amor Amor estava prevista para o último trimestre de 2020 para substituir Terra Brava e ficar na 2.ª faixa de telenovelas da SIC. Porém, devido ao novo coronavírus (COVID-19) a estreia foi adiada para o início de 2021, acabando por substituir Nazaré e ficar na 1.ª faixa de telenovelas da SIC. A sua promoção arrancou a 4 de dezembro de 2020, tendo estreado a 4 de janeiro de 2021. A campanha de ‘últimos episódios’ do volume 1 arrancou a 14 de setembro de 2021, tendo terminado a 2 de outubro do mesmo ano.
A promoção ao volume 2 de Amor Amor começou a 21 de setembro de 2021, estreando a 4 de outubro, substituindo o volume 1 da novela e tendo se mantido na 1.ª faixa de telenovelas. A partir de 7 de março de 2022, com a estreia de Por Ti, a novela passou para a 2.ª faixa devido às fracas audiências, regressando ainda no mesmo ano a partir de 30 de maio, à 1.ª faixa, devido às más audiências de Por Ti e por se encontrar na sua ‘última semana’. A campanha de ‘últimos episódios’ do volume 2 arrancou a 9 de maio de 2022, tendo a novela terminado a 5 de junho do mesmo ano.

### Transmissão na OPTO
Na OPTO, a plataforma de streaming da SIC, a novela teve os seus episódios de exibição na SIC disponibilizados na plataforma, tendo em todos os seus episódios antestreias com um ou vários dias de antecedência à emissão dos episódios. Todos os episódios da novela foram disponibilizados à exceção dos 1º e 87º episódios do volume 1 e do 1º episódio do volume 2. Para além disso, o volume 2 ainda não contou com a antestreia dos episódios que foram emitidos entre os dias 2 e 22 de janeiro devido a um ataque informático aos sites do grupo Impresa que deixou inacessível temporariamente a OPTO.

### Tema do genérico
"Do Lado do Amor" de Toy, e cantada também na novela por Ricardo Pereira na personagem Romeu Santiago, foi anunciada como tema do genérico a 3 de janeiro de 2021. A partir do episódio 21, a cada semana, o genérico da novela é cantado por
um ator ou atriz da novela.
Volume 1
| Ano  | Intérprete              | Semana                        | Episódios | Ref.    |
| ---- | ----------------------- | ----------------------------- | --------- | ------- |
| 2021 | Toy                     | 4 a 29 de janeiro             | 1-20      | [ 103 ] |
| 2021 | Ricardo Pereira         | 1 a 11 de fevereiro           | 21-29     | [ 104 ] |
| 2021 | Filipa Nascimento       | 12 a 18 de fevereiro          | 30-35     | [ 105 ] |
| 2021 | Joana Santos            | 15 a 19 de fevereiro          | 36-39     | [ 106 ] |
| 2021 | Ivo Lucas               | 22 a 26 de fevereiro          | 40-44     | [ 107 ] |
| 2021 | Mariana Pacheco         | 1 a 5 de março                | 45        | [ 108 ] |
| 2021 | Renato Godinho          | 6 a 12 de março               | 46-51     | [ 109 ] |
| 2021 | Luciana Abreu           | 13 a 19 de março              | 52-57     | [ 110 ] |
| 2021 | Melânia Gomes           | 20 a 26 de março              | 58-63     | [ 108 ] |
| 2021 | Luísa Cruz              | 27 de março a 2 de abril      | 64-69     | [ 111 ] |
| 2021 | Rui Unas                | 3 a 9 de abril                | 70-75     | ...     |
| 2021 | Maria João Bastos       | 10 a 16 de abril              | 76-81     | [ 112 ] |
| 2021 | Joana Pais de Brito     | 19 a 23 de abril              | 82-86     | ...     |
| 2021 | João Bettencourt        | 26 a 30 de abril              | 87-91     | [ 113 ] |
| 2021 | Inês Pires Tavares      | 3 a 7 de maio                 | 92-96     | [ 114 ] |
| 2021 | Francisco Fernandes     | 10 a 14 de maio               | 97-101    | [ 115 ] |
| 2021 | Mariana Venâncio        | 17 a 21 de maio               | 102-106   | ...     |
| 2021 | Rosa do Canto           | 24 a 28 de maio               | 107-110   | ...     |
| 2021 | Pedro Carvalho          | 31 de maio a 4 de junho       | 111-115   | ...     |
| 2021 | Bárbara Norton de Matos | 7 a 11 de junho               | 116-120   | ...     |
| 2021 | João Catarré            | 14 a 18 de junho              | 121-125   | ...     |
| 2021 | Fernando Rocha          | 21 a 25 de junho              | 126-130   | ...     |
| 2021 | Madalena Alberto        | 28 de junho a 2 de julho      | 131-135   | ...     |
| 2021 | Ricardo Pereira         | 5 a 9 de julho                | 136-140   | ...     |
| 2021 | Filipa Nascimento       | 12 a 16 de julho              | 141-145   | ...     |
| 2021 | Ivo Lucas               | 19 a 23 de julho              | 146-150   | ...     |
| 2021 | Mariana Pacheco         | 26 a 30 de julho              | 151-155   | ...     |
| 2021 | Renato Godinho          | 2 a 6 de agosto               | 156-160   | ...     |
| 2021 | Luciana Abreu           | 9 a 13 de agosto              | 161-165   | ...     |
| 2021 | Melânia Gomes           | 16 a 20 de agosto             | 166-170   | ...     |
| 2021 | Luísa Cruz              | 23 a 27 de agosto             | 171-175   | ...     |
| 2021 | Rui Unas                | 30 de agosto a 3 de setembro  | 176-180   | ...     |
| 2021 | Maria João Bastos       | 6 a 10 de setembro            | 181-185   | ...     |
| 2021 | Joana Pais de Brito     | 13 a 17 de setembro           | 186-190   | ...     |
| 2021 | João Bettencourt        | 20 a 24 de setembro           | 191-195   | ...     |
| 2021 | Inês Pires Tavares      | 25 de setembro a 2 de outubro | 196-202   | ...     |

Volume 2
| Ano  | Intérprete              | Semana                         | Episódios | Ref.    |
| ---- | ----------------------- | ------------------------------ | --------- | ------- |
| 2021 | Toy                     | 4 a 8 de outubro               | 1-5       | ...     |
| 2021 | Alexandra Lencastre     | 11 a 15 de outubro             | 6-10      | ...     |
| 2021 | Gonçalo Almeida         | 18 a 22 de outubro             | 11-15     | [ 116 ] |
| 2021 | Ricardo Raposo          | 25 a 29 de outubro             | 16-20     | [ 117 ] |
| 2021 | Lídia Franco            | 1 a 5 de novembro              | 21-25     | ...     |
| 2021 | Diogo Valsassina        | 8 a 12 de novembro             | 26-30     | [ 118 ] |
| 2021 | Vera Moura              | 15 a 19 de novembro            | 31-35     | ...     |
| 2021 | Xana Abreu              | 22 a 26 de novembro            | 36-40     | [ 119 ] |
| 2021 | Joana Aguiar            | 29 de novembro a 3 de dezembro | 41-44     | ...     |
| 2021 | Sofia Arruda            | 6 a 10 de dezembro             | 45-49     | ...     |
| 2021 | Ricardo Pereira         | 13 a 17 de dezembro            | 50-54     | ...     |
| 2021 | Filipa Nascimento       | 20 a 23 de dezembro            | 55-58     | ...     |
| 2021 | Joana Santos            | 27 a 30 de dezembro            | 59-62     | ...     |
| 2022 | Ivo Lucas               | 3 a 7 de janeiro               | 63-67     | ...     |
| 2022 | Mariana Pacheco         | 10 a 14 de janeiro             | 68-72     | ...     |
| 2022 | Renato Godinho          | 17 a 21 de janeiro             | 73-77     | ...     |
| 2022 | Luciana Abreu           | 24 a 29 de janeiro             | 78-83     | ...     |
| 2022 | Melânia Gomes           | 31 de janeiro a 4 de fevereiro | 84-88     | ...     |
| 2022 | Luísa Cruz              | 5 a 11 de fevereiro            | 89-93     | ...     |
| 2022 | Rui Unas                | 14 a 18 de fevereiro           | 94-98     | ...     |
| 2022 | Joana Pais de Brito     | 21 a 25 de fevereiro           | 99-103    | ...     |
| 2022 | João Bettencourt        | 28 de fevereiro a 4 de março   | 104-108   | ...     |
| 2022 | Inês Pires Tavares      | 7 a 11 de março                | 109-113   | ...     |
| 2022 | Francisco Fernandes     | 14 a 18 de março               | 114-118   | ...     |
| 2022 | Mariana Venâncio        | 21 a 25 de março               | 119-123   | ...     |
| 2022 | Rosa do Canto           | 28 de março a 1 de abril       | 124-128   | ...     |
| 2022 | Bárbara Norton de Matos | 4 a 8 de abril                 | 129-133   | ...     |
| 2022 | João Catarré            | 11 a 15 de abril               | 134-138   | ...     |
| 2022 | Fernando Rocha          | 18 a 22 de abril               | 139-143   | ...     |
| 2022 | Heitor Lourenço         | 25 a 29 de abril               | 144-148   | ...     |
| 2022 | Gonçalo Almeida         | 2 a 6 de maio                  | 149-153   | ...     |
| 2022 | Ricardo Raposo          | 9 a 13 de maio                 | 154-158   | ...     |
| 2022 | Joana Aguiar            | 16 a 20 de maio                | 159-163   | ...     |
| 2022 | Joana Santos            | 23 a 27 de maio                | 164-168   | ...     |
| 2022 | Ricardo Pereira         | 30 de maio a 5 de junho        | 169-174   | ...     |

### Exibição internacional
As duas temporadas da novela foram lançadas a 25 de dezembro de 2023 na plataforma de streaming Amazon Prime Video.
| País  | Transmissão        | Título adaptado | Temporadas | Lançamento             |
| ----- | ------------------ | --------------- | ---------- | ---------------------- |
| Mundo | Amazon Prime Video | Amor Amor       | 2          | 25 de dezembro de 2023 |

## Projetos derivados

### Crossover comTerra Brava
A 4 de março de 2021, foi revelado num post na conta de Instagram de Romeu Santiago, personagem interpretada por Ricardo Pereira na novela, que iria haver um crossover com a novela Terra Brava, também da SIC, tendo sido um pedido de Daniel Oliveira, o diretor-geral e diretor de enternimento e ficção da SIC, a Ana Casaca, a autora da novela para concretizar o crossover entre as duas tramas. Romeu Santiago (Ricardo Pereira), Cajó (Rogério Samora) e Gastão (João Baptista) são as personagens de ‘Amor Amor’ e Elsa Santinho (Sara Matos) é a personagem de ‘Terra Brava’ que se juntam no crossover.
Gravado a 4 de março de 2021, o crossover começou a ser promovido a 20 de julho e estreou uma semana depois, no dia 27.

### Crossovers comA Serra
1º crossover
A 12 de abril de 2021, foi revelado no instagram da novela e também da novela A Serra, que é também da SIC, que as mesmas novelas iriam se juntar num crossover, sendo que Leandro (Ivo Lucas) e Sandy (Joana Aguiar) são as personagens de ‘Amor Amor’ enquanto que Guida (Laura Dutra), Jacinta (Ana Marta Ferreira), Salvador (Tiago Teotónio Pereira), Tozé (António Camelier) e Nicolau (João Mota) são as personagens de ‘A Serra’ que juntas se juntam no crossover.
Gravado a 12 de abril de 2021, num evento especial na aldeia da Fraga Pequena, cenário ficcional de 'A Serra', a promoção do 1º crossover começou a 17 de abril de 2021, estreando no dia 26 do mesmo mês durante a emissão de ‘A Serra’.
2º crossover
A 20 de junho de 2021, foi revelado que a novela se iria voltar a cruzar com A Serra num crossover, sendo que Linda (Joana Santos) é a personagem de ‘Amor Amor’ enquanto que Guida (Laura Dutra), Nicolau (João Mota), Mariana (Carolina Carvalho), Carminho (Manuela Couto) e Manuel (Fernando Luís) são as personagens de ‘A Serra’ que juntas se juntam no crossover.
Gravado a 20 de junho de 2021, no Hotel, cenário ficcional de 'A Serra', a promoção do 2º crossover começou a 2 de julho de 2021 e estreou ainda no mesmo mês, no dia 9 durante a emissão de ‘A Serra’, cujo dia serviu também para comemorar o seu episódio 100.

### Lua de Mel
No âmbito do anúncio das celebrações dos 30 anos da SIC, foi revelada a existência de um spin-off em formato novela que para além de contar com personagens novas e de raiz, contaria também com personagens marcantes de telenovelas anteriores do mesmo canal, intitulada com o mesmo nome da editora da novela, Lua de Mel, devido ao foco da história se encontrar na editora. Vindos diretamente desta novela para a Lua de Mel, vieram Luísa Cruz, Filipa Nascimento, Ivo Lucas e Joana Aguiar com as suas respetivas personagens Ângela, Mel, Leandro e Sandra em papéis de destaque, vindo também Rosa do Canto, Rui Mendes, Lídia Franco, Luciana Abreu, Fernando Rocha, Heitor Lourenço e Francisco Fernandes com as suas respetivas personagens Lurdes, Jaime, Gina, Rebeca Sofia, Tó Quim, Valentim Valério e Márcio no elenco recorrente e ainda Renato Godinho, Joana Santos e Ricardo Pereira também com as suas respetivas personagens Vítor, Linda e Romeu para uma participação especial.

## Músicas
| S | A música aparece em um ou mais volumes da novela. |
| N | A música não aparece num dos volumes da novela.   |

### Banda sonora
| Tema                         | Intérprete(s)                                                     | Volumes | Volumes | Personagem tema                 | Notas      |
| Tema                         | Intérprete(s)                                                     | 1       | 2       | Personagem tema                 | Notas      |
| ---------------------------- | ----------------------------------------------------------------- | ------- | ------- | ------------------------------- | ---------- |
| "Do Lado do Amor"            | Ricardo Pereira                                                   | S       | S       | Romeu                           | —          |
| "Do Lado do Amor"            | Filipa Nascimento                                                 | S       | N       | Mel                             | —          |
| "Do Lado do Amor"            | Ricardo Pereira e Joana Santos                                    | S       | N       | Romeu e Linda                   | —          |
| "Dança com Ela"              | Rodrigo Moreno                                                    | S       | S       | Romeu (jovem)                   | [ nota 1 ] |
| "Dança com Ela"              | Ricardo Pereira                                                   | S       | S       | Romeu                           | —          |
| "Vou Procurar Por Ti"        | Ricardo Pereira                                                   | S       | N       | Romeu                           | —          |
| "Vou Procurar Por Ti"        | Filipa Nascimento e Ivo Lucas                                     | S       | N       | Mel e Leandro                   | —          |
| "Anda Provar"                | Joana Santos e Mariana Pacheco                                    | S       | S       | Linda e Cátia                   | —          |
| "Eu e Tu, Tu e Eu"           | Joana Aguiar e Ivo Lucas                                          | S       | S       | Sandy e Leandro                 | —          |
| "Guitarra Mágica"            | Filipa Nascimento e Ricardo Pereira                               | S       | S       | Mel e Romeu                     | —          |
| "Dois Amigos a Vida Inteira" | Filipa Nascimento e Ricardo Pereira                               | S       | S       | Mel e Romeu                     | —          |
| "Dois Amigos a Vida Inteira" | Ricardo Pereira e Joana Aguiar                                    | S       | S       | Romeu e Sandy                   | —          |
| "Sinto a Tua Falta"          | Joana Aguiar e Ivo Lucas                                          | S       | S       | Sandy e Leandro                 | —          |
| "Vem, Vem, Vem"              | Joana Santos e Filipa Nascimento                                  | S       | S       | Linda e Mel                     | —          |
| "Sonho Destruído"            | Joana Santos                                                      | S       | S       | Linda                           | —          |
| "Bate Coração"               | Joana Aguiar e Ivo Lucas                                          | S       | S       | Sandy e Leandro                 | —          |
| "É Para Esquecer"            | Filipa Nascimento                                                 | S       | S       | Mel                             | —          |
| "Só Boas Recordações"        | Filipa Nascimento                                                 | S       | N       | Mel                             | —          |
| "Prisioneiro Deste Amor"     | Ricardo Pereira                                                   | S       | S       | Romeu                           | —          |
| "Leva Tudo Daqui"            | Joana Santos                                                      | S       | S       | Linda                           | —          |
| "Quero Ser Feliz"            | Ricardo Pereira                                                   | S       | S       | Romeu                           | —          |
| "Foi Traição"                | Joana Santos                                                      | S       | S       | Linda                           | —          |
| "Vou Voltar"                 | Filipa Nascimento                                                 | S       | S       | Mel                             | —          |
| "Vou Voltar"                 | Filipa Nascimento e Ivo Lucas                                     | S       | S       | Mel e Leandro                   | —          |
| "O Sol Vai Voltar a Nascer"  | Ricardo Pereira e Joana Aguiar                                    | S       | S       | Romeu e Sandy                   | —          |
| "Guapa, Guapita"             | Ricardo Pereira                                                   | N       | S       | Romeu                           | —          |
| "Encantamento"               | Filipa Nascimento                                                 | N       | S       | Mel                             | —          |
| "Sonhar Contigo"             | Rodrigo Moreno                                                    | N       | S       | Alex                            | —          |
| "Somos Doces"                | Luciana Abreu, Francisco Fernandes e Renato Godinho               | N       | S       | Rebeca, Márcio e Vítor          | —          |
| "Sou a Tua Brasa"            | Luísa Cruz                                                        | N       | S       | Ângela                          | [ nota 2 ] |
| "Sou a Tua Brasa"            | Vera Moura                                                        | N       | S       | Tânia Patrícia                  | —          |
| "Te Quiero Besar"            | Ricardo Pereira e Joana Santos                                    | N       | S       | Romeu e Linda                   | —          |
| "Só"                         | Ivo Lucas e Ricardo Raposo                                        | N       | S       | Leandro e André                 | —          |
| "Quero-te Outra Vez"         | Joana Santos                                                      | N       | S       | Linda                           | —          |
| "Quero-te Outra Vez"         | Mariana Pacheco                                                   | N       | S       | Cátia                           | —          |
| "É Só Amor"                  | Mariana Pacheco, Joana Pais de Brito, Rui Unas e Diogo Valsassina | N       | S       | Cátia, Rita, Gabriel e Evaristo | —          |
| "O Coração Não Esqueceu"     | Ricardo Pereira                                                   | N       | S       | Romeu                           | —          |
| "Vou Ser Assim"              | Filipa Nascimento                                                 | N       | S       | Mel                             | —          |
| "Grita Pela Vida"            | Ivo Lucas e Ricardo Raposo                                        | N       | S       | Leandro e André                 | —          |
| "Anda Comigo, Vem Amar"      | Mariana Pacheco, Joana Pais de Brito, Rui Unas e Diogo Valsassina | N       | S       | Cátia, Rita, Gabriel e Evaristo | —          |
| "Amar Lutar, Lutar Amar"     | Luciana Abreu, Francisco Fernandes e Joaquim Guerreiro            | N       | S       | Rebeca, Márcio e Adónis         | [ nota 3 ] |
| "A Alegria de Amar"          | Heitor Lourenço                                                   | N       | S       | Valentim                        | —          |
| "Amor Escondido"             | Filipa Nascimento, Ivo Lucas e Ricardo Raposo                     | N       | S       | Mel, Leandro e André            | —          |

### Temas musicais
| Tema                       | Intérprete(s)                               | Volumes | Volumes | Personagem tema      | Notas |
| Tema                       | Intérprete(s)                               | 1       | 2       | Personagem tema      | Notas |
| -------------------------- | ------------------------------------------- | ------- | ------- | -------------------- | ----- |
| "Do Lado do Amor"          | Toy                                         | S       | S       | —                    | —     |
| "Morrer de Amor Por Ti"    | José Cid                                    | S       | S       | Romeu e Linda        | —     |
| "Emoções"                  | Raquel Tavares                              | S       | S       | —                    | —     |
| "Porque é Que Vens"        | Tony Carreira                               | S       | N       | Romeu e Linda        | —     |
| "O Ritmo do Amor"          | Emanuel                                     | S       | S       | —                    | —     |
| "Eu Tenho Dois Amores"     | Marco Paulo                                 | S       | S       | Luís                 | —     |
| "Lembra-me"                | We Find You ft. Bárbara Tinoco              | S       | N       | —                    | —     |
| "A Noite"                  | Stereossauro ft. Marisa Liz e Carlão        | S       | S       | Mel                  | —     |
| "Inquietação"              | Elas                                        | S       | S       | Ângela e Vanessa     | —     |
| "Quem é Que Nunca Amou"    | Toy                                         | S       | N       | —                    | —     |
| "Meu Nome é Rebeca"        | Rebeca                                      | S       | S       | Rebeca Sofia         | —     |
| "Vejo-te Aqui"             | Irma e Tiago Nacarato                       | S       | S       | —                    | —     |
| "Fui Acudir"               | Quim Barreiros                              | S       | S       | Núcleo dos Bombeiros | —     |
| "Cara Bonita"              | Vai e Vem & Alicia                          | S       | S       | Mel e Leandro        | —     |
| "Não És Homem Para Mim"    | Manuela Azevedo                             | S       | N       | Emília               | —     |
| "O Meu Coração"            | Anaquim e Ana Bacalhau                      | S       | S       | Rita e Gabriel       | —     |
| "Desajeitado"              | André Amaro                                 | S       | S       | —                    | —     |
| "Sou Mãe Solteira"         | Ágata                                       | N       | S       | Bela                 | —     |
| "Não Papo Grupos"          | David Carreira                              | N       | S       | Ricky                | —     |
| "Ex-Mulher (Ex-Amor)"      | Romana                                      | N       | S       | —                    | —     |
| "Brejeirices (Desgarrada)" | Augusto Canário & Amigos ft. Fernando Rocha | N       | S       | Tó Quim              | —     |
| "Chupa no Dedo"            | Micaela                                     | N       | S       | —                    | —     |
| "Dá-me um Beijinho"        | Sons do Minho                               | N       | S       | —                    | —     |
| "Orgulho em Ser Português" | Cláudia Martins & Minhotos Marotos          | N       | S       | —                    | —     |
| "Te Amo"                   | Calema                                      | N       | S       | Mel, Leandro e André | —     |
| "Afinal Quem Manda Aqui!"  | Delfim Junior & Império Show                | N       | S       | —                    | —     |
| "E agora"                  | Syro                                        | N       | S       | —                    | —     |

## Prémios e indicações
| Ano  | Prémio                       | Categoria         | Por               | Resultado | Ref.    |
| ---- | ---------------------------- | ----------------- | ----------------- | --------- | ------- |
| 2021 | 25.ª gala dos Globos de Ouro | Melhor Atriz      | Maria João Bastos | Indicado  | [ 138 ] |
| 2021 | 25.ª gala dos Globos de Ouro | Melhor Ator       | Ricardo Pereira   | Venceu    | [ 138 ] |
| 2021 | Rose d'Or                    | Melhor Telenovela | Amor Amor         | Indicado  | [ 139 ] |
| 2022 | Rose d'Or                    | Melhor Telenovela | Amor Amor Vol.2   | Indicado  | [ 140 ] |

## Audiências
Calculando a média ponderada das duas temporadas, “Amor Amor” terminou com uma média final de aproximadamente 11.1 de audiência.

### 1.ª temporada
Amor Amor estreou a 4 de janeiro de 2021 com 15.4 de rating e 27.5% de share, com cerca de 1 milhão e 458 mil espectadores, na liderança absoluta, com um pico de 16.1 de audiência e 29.2% de share, sendo o programa mais visto do dia.
Ao segundo episódio, Amor Amor reteve uma média de 1 milhão e 395 mil espectadores, alcançando uma audiência média de 14.7 e com 26.8% de share, garantindo a liderança isolada. A trama protagonizada por Joana Santos e Ricardo Pereira deu à SIC um pico de 15.7/27.9%.
A 28 de janeiro de 2021, a 1.ª temporada de Amor Amor manteve boa audiência alcançando 15.0 de rating e 26.1% de share com 1 milhão e 417 mil espectadores. Com um pico de 15.7 / 29.2%.
A 1 de março de 2021, a 1.ª temporada de Amor Amor bateu um recorde de rating alcançando 15.7 de rating e 27.8% de share com 1 milhão e 490 mil espectadores. Com um pico de 16.8 / 29.5%.
A 5 de março de 2021, a 1.ª temporada de Amor Amor manteve boa audiência alcançando 15.2 de rating e 26.7% de share com 1 milhão e 442 mil espectadores. Com um pico de 15.9 / 28.0%.
A 31 de março de 2021, a 1.ª temporada de Amor Amor manteve recorde de rating alcançando 15.5 de rating e 27.4% de share com 1 milhão e 467 mil espectadores. No melhor momento, a novela chegou a um pico de 16.1 / 28.2%.
A 3 de maio de 2021, a 1.ª temporada de Amor Amor bateu um recorde de rating alcançando 15.7 de rating e 27.8% de share com 1 milhão e 489 mil espectadores. Teve um pico de 16.8 / 30.1%.
O crossover que cruzou "Amor Amor" e "Terra Brava" estreou a 27 de julho de 2021 com 12.3 de rating e 24.0% de share, alcançando 1 milhão e 161 mil espectadores, durante a emissão de "Amor Amor".
A 24 setembro de 2021, a 1.ª temporada de "Amor Amor" teve o episódio de menor audiência da temporada, alcançando 9.7 de rating e 20.6% de share, com 917 mil espectadores.
A 2 de outubro de 2021, o último episódio da 1.ª temporada de Amor Amor terminou com 12.9 de rating e 25.8% de share, com cerca de 1 milhão e 224 mil espectadores, na liderança, com um pico de 14.1 de rating e 28.3% de share.
| Média | Média     | Episódios transmitidos | Rating | Share | Ref.    |
| ----- | --------- | ---------------------- | ------ | ----- | ------- |
| 2021  | Janeiro   | 20 episódios           | 13.8   | 25.1% | [ 152 ] |
| 2021  | Fevereiro | 20 episódios           | 14.0   | 25.0% | [ 153 ] |
| 2021  | Março     | 27 episódios           | 13.3   | 24.1% | [ 154 ] |
| 2021  | Abril     | 24 episódios           | 13.3   | 24.3% | [ 155 ] |
| 2021  | Maio      | 21 episódios           | 12.8   | 24.0% | [ 156 ] |
| 2021  | Junho     | 22 episódios           | 13.0   | 25.5% | [ 157 ] |
| 2021  | Julho     | 22 episódios           | 12.3   | 24.3% | [ 158 ] |
| 2021  | Agosto    | 22 episódios           | 12.3   | 24.8% | [ 159 ] |
| 2021  | Setembro  | 22 episódios           | 11.7   | 23.6% | [ 160 ] |
| 2021  | Outubro   | 2 episódios            | 12.2   | 24.8% | [ 161 ] |
| Total | Total     | 202 episódios          | 12.9   | 24.6% | [ 162 ] |

### 2.ª temporada
A 2.ª temporada de Amor Amor estreou a 4 de outubro de 2021 com 12.9 de audiência e 25.1% de share, com cerca de 1 milhão e 224 mil espectadores, na liderança, com um pico de 13.9 de audiência e 25.9% de share, sendo o programa mais visto do dia.
No segundo episódio da 2.ª temporada, a trama de Ana Casaca rendeu à SIC uma audiência média de 12.8 de rating e 25.4% de quota média de mercado, com 1 milhão e 212 mil espectadores, deixando a concorrência “Festa é Festa” a cerca de 130 mil espectadores. O pico foi um dos maiores do dia, com 13.3/27.9%.
No terceiro episódio da 2.ª temporada, a telenovela manteve boa audiência alcançando 12.0 de rating e 25.0% de share, com cerca de 1 milhão e 132 mil espectadores, com um pico de 12.6/25.6%.
A 18 de maio de 2022, a 2.ª temporada de "Amor Amor" teve o episódio de menor audiência da temporada, alcançando 4.7 de rating e 17.8% de quota média de mercado e com 448 mil espectadores.
Após um percurso com audiências razoáveis, muito abaixo dos números alcançados pela temporada anterior, Amor Amor Vol.2 terminou no domingo, dia 5 de junho de 2022, na vice-liderança, com um resultado de 9.7 de audiência média e 18.6% de share, com cerca de 919.300 espectadores, com um pico de 11.3/23.6%, numa altura em que a SIC chegava à liderança das audiências.
| Média | Média     | Episódios transmitidos | Rating | Share | Ref.    |
| ----- | --------- | ---------------------- | ------ | ----- | ------- |
| 2021  | Outubro   | 20 episódios           | 11.3   | 23.7% | [ 161 ] |
| 2021  | Novembro  | 22 episódios           | 10.4   | 22.3% | [ 168 ] |
| 2021  | Dezembro  | 20 episódios           | 10.2   | 21.0% | ...     |
| 2022  | Janeiro   | 22 episódios           | 9.8    | 19.8% | …       |
| 2022  | Fevereiro | 20 episódios           | 9.2    | 19.9% | …       |
| 2022  | Março     | 23 episódios           | ...    | …     | …       |
| 2022  | Abril     | 21 episódios           | ...    | …     | …       |
| 2022  | Maio      | 22 episódios           | ...    | …     | …       |
| 2022  | Junho     | 4 episódios            | 9.5    | 19.5% | [ 169 ] |
| Total | Total     | 174 episódios          | 9.2    | …     |         |